# Підвішуюча зв'язка щитоподібної залози
Підвішуюча зв'язка щитоподібної залози — це  зв'язка, що кріпиться, по задній поверхні, одним кінцем до капсули та власне щитоподібної залози, а іншим до одного з перших трьох хрящів трахеї. Довжина зв'язки 1-1.3 см. Основне значення має при оперативних втручаннях на щитоподібній залозі, оскільки в безпосередній близькості до медіальної частина зв'язки може прилягати невелика порція зворотнього нерву.